# ليندا أوستين
ليندا أوستين (بالإنجليزية: Linda Austin)‏ هي طبيبة نفسية وعالمة نفس أمريكية، ولدت في 1951.